# 西郷吉兵衛
西郷 吉兵衛（さいごう きちべえ）は、幕末の薩摩藩の鹿児島城下士。通称は初め九郎、のち吉兵衛。諱は隆盛。西郷隆盛・従道兄弟の父。
家格御小姓与。勘定方小頭を務めていた。

## 経歴
文化3年（1806年）西郷隆充の長男として誕生した。文化11年（1814年）8月28日、弟の西郷小兵衛とともに藩主島津斉興に初御目見する。文政10年12月7日（1828年1月23日）、長男・小吉（のちの西郷隆盛）が誕生する。
天保5年（1834年）1月26日、通称を九郎と改める。天保6年（1835年）6月19日、弟・小兵衛が大山綱毅の養子となる。弘化2年（1845年）11月15日、御勘定方小頭となる。弘化4年（1847年）6月20日、父の隠居により家督を相続する。なお、「詳説西郷隆盛年譜」では4月に家督相続届けを出し、5月15日許可とある。また、当時の石高は47石余り。嘉永2年（1849年）3月15日、相続の御礼をなし、吉兵衛と改める。
嘉永2年12月3日（1850年1月15日）お由羅騒動。赤山久晋の死を見届ける。嘉永5年（1852年）7月18日：父・隆充死去。嘉永5年（1852年）9月27日、死去。当時の石高は41石余り。墓所は曹洞宗松原山南林寺の墓地、のち常盤町のほうに改葬。

## 家族・親族
- 父：西郷隆充
- 母：四本氏（四本大清院の妹、四本義照の姉）
- 兄弟：大山綱昌。他に夭折した姉妹もあり。
- 妻：椎原政佐
- 子女
  - 長男：西郷隆盛
  - 長女：琴
  - 次男：西郷吉二郎
  - 次女：鷹
  - 三女：安…綱昌の長男・大山成美の妻
  - 三男：西郷従道
  - 四男：西郷小兵衛

## エピソード
- 吉兵衛はお由羅騒動で赤山靭負の介錯をしたという説があるが、これは誤りで、実際は剣豪家の加藤新平に頼んだという説もある。この誤説の原因は祖父の吉兵衛（諱は不明）が大山貞政の門人として当時の城下では名が知られていたらしく、このことによると思われる。
- 吉兵衛は日置島津家の家来の四本氏が母のため、日置島津家とその庶流赤山家の家政上の世話をする御用人だった。赤山靭負の遺言を聞き、臨終を見届けて一切の処置をとった。また、赤山の血衣を持ち帰って吉之助に見せ、涙ながらに赤山の最期を語ったという。
- 「西郷隆盛年譜」によれば、弘化4年に吉兵衛は吉之助とともに、薩摩郡水引郷（現在の薩摩川内市）の油問屋の板垣家を訪ね、100両借金した。翌年、板垣家の息子板垣休右衛門が西郷家を訪れ、さらに100両、合計200両を借りたという。
「詳説西郷隆盛年譜」によると、この借金はすでに売却した石高の買戻し[注釈 2]に使い、47石余りを超える高を買った。しかし、藩の規定で石高の購入時に追加で費用を必要とした事が後に判明。このため、当初予定の47石を下回る41石余りと借金200両しか手元に残らなかったという。なお、借金の完済は明治5年（1872年）であった。